# Medaglia dell'Ordine della Gloria dei Genitori
La medaglia dell'Ordine della Gloria dei Genitori (in russo Медаль ордена «Родительская слава»?) è un premio statale della Federazione Russa.

## Storia

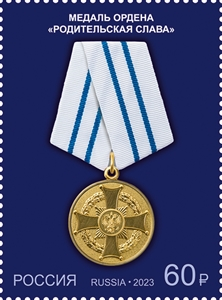
Francobollo del 2023 dedicato alla medaglia.

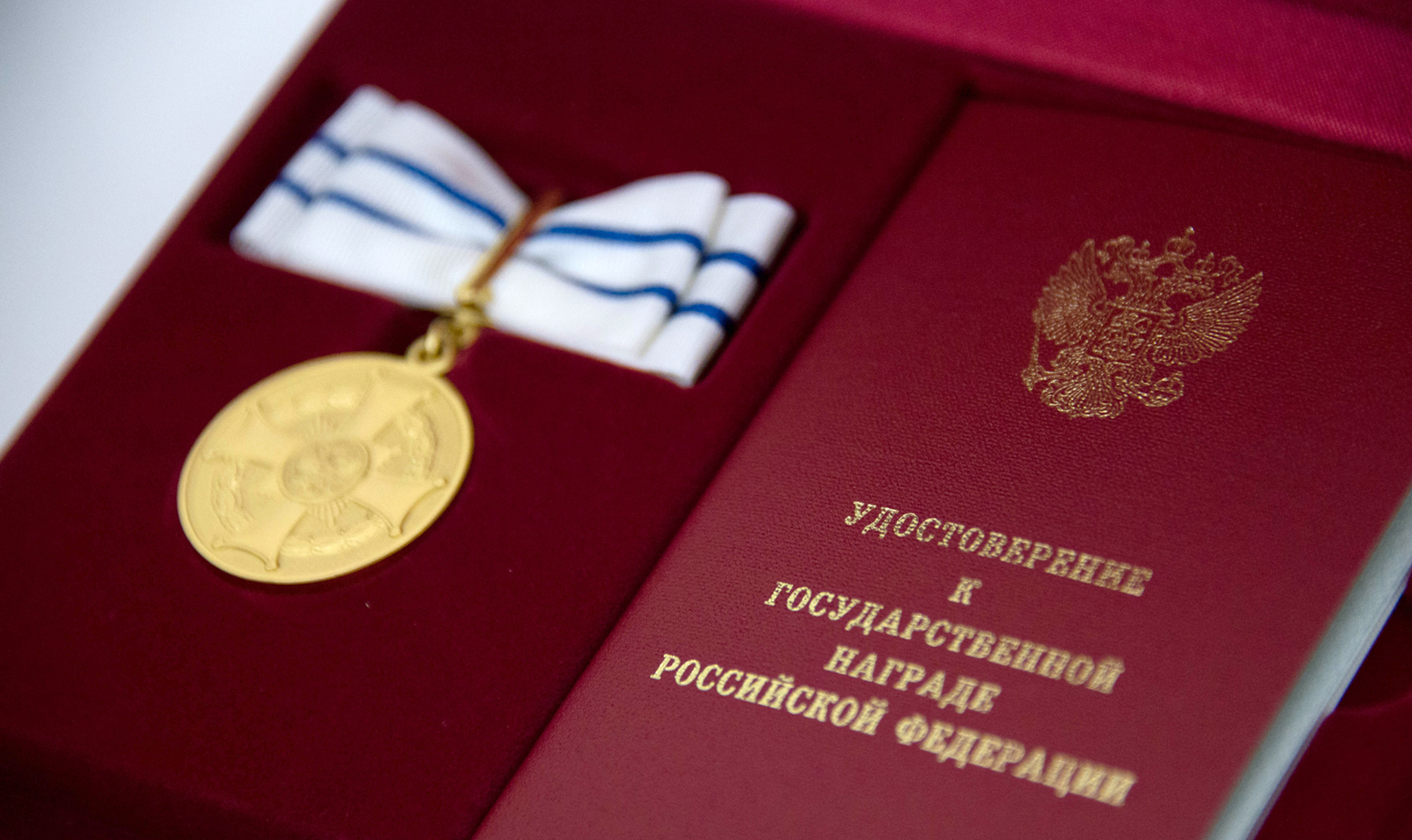
Versione per donne della medaglia con certificato.

La medaglia è stata istituita con il decreto del Presidente della Federazione Russa del 7 settembre 2010 n. 1099 "Sulle misure per migliorare il sistema di premi statali della Federazione Russa". Con lo stesso decreto è stato approvato il regolamento della medaglia e la sua descrizione.
Prima della modifica del sistema di onorificenze della Federazione Russa avvenuta con il decreto n. 1099, i genitori che crescevano o avevano cresciuto quattro o più figli cittadini della Federazione Russa ricevevano l'Ordine della Gloria dei Genitori. Secondo il nuovo statuto dell'Ordine, esso viene conferito ai genitori che stanno crescendo o hanno cresciuto sette o più figli.
La prima assegnazione della medaglia dell'Ordine della Gloria dei Genitori è avvenuta con il decreto del Presidente della Federazione Russa del 4 maggio 2011 n. 572. In quell'occasione essa è stata assegnata a tre famiglie russe.
Con il decreto del Presidente della Federazione Russa del 16 dicembre 2011 n. 1631 sono state apportate modifiche al regolamento e alla descrizione della medaglia prevedendo una copia in miniatura dell'onorificenza.

## Assegnazione
La medaglia dell'Ordine della Gloria dei Genitori viene assegnata a genitori naturali ed adottivi con cittadinanza russa che stanno crescendo o hanno cresciuto quattro o più figli in conformità con i requisiti della legislazione sulla famiglia.
L'assegnazione della medaglia avviene a condizione che i genitori proposti per ricevere l'onorificenza formino una famiglia socialmente responsabile, conducano uno stile di vita sano, garantiscano un livello adeguato di cura per la salute, l'istruzione, lo sviluppo fisico, spirituale e morale dei figli, lo sviluppo pieno e armonioso della loro personalità e diano l'esempio nel rafforzare l'istituzione della famiglia e l'educazione dei figli.
La consegna della medaglia dell'Ordine della Gloria dei Genitori alle persone indicate nel paragrafo 1 del regolamento avviene al compimento del terzo anno di età del quarto figlio a patto che i restanti figli siano in vita, fatta eccezione per i casi previsti dal regolamento.
Nel conferimento della medaglia dell'Ordine della Gloria dei Genitori vengono presi in considerazione i figli morti o scomparsi nella difesa della Patria o degli interessi statali della Federazione Russa, nell'esecuzione di doveri militari, ufficiali o civili, nonché a seguito di atti terroristici e situazioni di emergenza, deceduti a seguito di ferite, commozioni cerebrali, mutilazioni o malattie subite nelle circostanze specificate o a seguito di un infortunio sul lavoro o di una malattia professionale.
Il conferimento della medaglia dell'Ordine della Gloria dei Genitori ai genitori adottivi avviene a condizione che i figli siano stati degnamente educati e mantenuti per almeno cinque anni.
La medaglia viene indossata sul lato sinistro del petto e, in presenza di altre medaglie della Federazione Russa, viene posta dopo la medaglia per lo sviluppo della Siberia e dell'Estremo Oriente. Per le occasioni speciali e l'abbigliamento civile quotidiano è possibile indossare una copia in miniatura della medaglia da porre dopo la copia in miniatura della medaglia per lo sviluppo della Siberia e dell'Estremo Oriente. Quando si indossa un'uniforme, il nastro della medaglia dell'Ordine della Gloria dei Genitori viene posto su una barra dopo il nastro della medaglia per lo sviluppo della Siberia e dell'Estremo Oriente.

## Insegne
La medaglia dell'Ordine della Gloria dei Genitori è realizzata in argento dorato e ha la forma di un cerchio con un diametro di 32 mm. I contorni della medaglia sono delimitati da un bordo convesso su entrambi i lati.
Sul dritto della medaglia è raffigurata l'immagine dell'Ordine della Gloria dei Genitori.
Sul rovescio vi è la scritta "ЗА ВОСПИТАНИЕ ДЕТЕЙ" (in italiano: PER LA CRESCITA DEI BAMBINI") e sotto è presente il numero della medaglia.
Tutte le immagini sono in rilievo.
La medaglia è collegata tramite un occhiello e un anello ad un nastro di seta moiré di colore bianco con due strisce azzurre. La larghezza del nastro è di 24 mm, la larghezza di ciascuna striscia azzurra è di 2 mm.
Gli uomini portano la medaglia su un blocco pentagonale coperto dal nastro.
Le donne la indossano su un anello attraverso il quale viene fatto passare un nastro, disposto a fiocco.
Quando si indossa il nastro della medaglia dell'Ordine della Gloria dei Genitori sull'uniforme, viene utilizzata una barra alta 8 mm e larga 24 mm.
Il diametro della copia in miniatura è di 16 mm.